# Gaseke
Gaseke är ett vattendrag i Burundi.   Det ligger i provinsen Cibitoke, i den nordvästra delen av landet, 60 kilometer norr om huvudstaden Bujumbura.
Omgivningarna runt Gaseke är en mosaik av jordbruksmark och naturlig växtlighet. Runt Gaseke är det tätbefolkat, med 397 invånare per kvadratkilometer.